# Paul Wellens
Paul Wellens (Hasselt, 27 de junio de 1952) es un exciclista belga. Es el tío de Tim Wellens, también ciclista profesional.

## Palmarés
1977
- 1 etapa de la Vuelta al País Vasco
- 1 etapa del Tour de Francia
- 3º en el Campeonato de Bégica en Ruta

1978
- Vuelta a Suiza
- 1 etapa del Tour de Francia y Premio de la Combatividad

1983
- 1 etapa del Tour del Porvenir

## Resultados en las grandes vueltas
| Carrera         | 1976 | 1977 | 1978 | 1979 | 1980 | 1981 | 1982 | 1983 | 1984 | 1985 | 1986 |
| --------------- | ---- | ---- | ---- | ---- | ---- | ---- | ---- | ---- | ---- | ---- | ---- |
| Giro de Italia  | -    | -    | -    | -    | -    | -    | -    | 53.º | 51.º | -    | -    |
| Tour de Francia | 69.º | 30.º | 6.º  | 8.º  | 56.º | 14º  | Ab.  | -    | -    | 32º  | -    |
| Vuelta a España | 33º  | 28º  | -    | -    | -    | -    | 16º  | -    | -    | -    | -    |
| Mundial en Ruta | -    | -    | -    | -    | -    | -    | -    | -    | -    | -    | -    |

-: no participa

Ab.: abandono